# Tupiperla flinti
Tupiperla flinti är en bäcksländeart som beskrevs av Froehlich 2002. Tupiperla flinti ingår i släktet Tupiperla och familjen Gripopterygidae. Inga underarter finns listade i Catalogue of Life.